# Kefersteinia parvilabris
Kefersteinia parvilabris är en orkidéart som beskrevs av Rudolf Schlechter. Kefersteinia parvilabris ingår i släktet Kefersteinia och familjen orkidéer. Inga underarter finns listade i Catalogue of Life.

## Bildgalleri

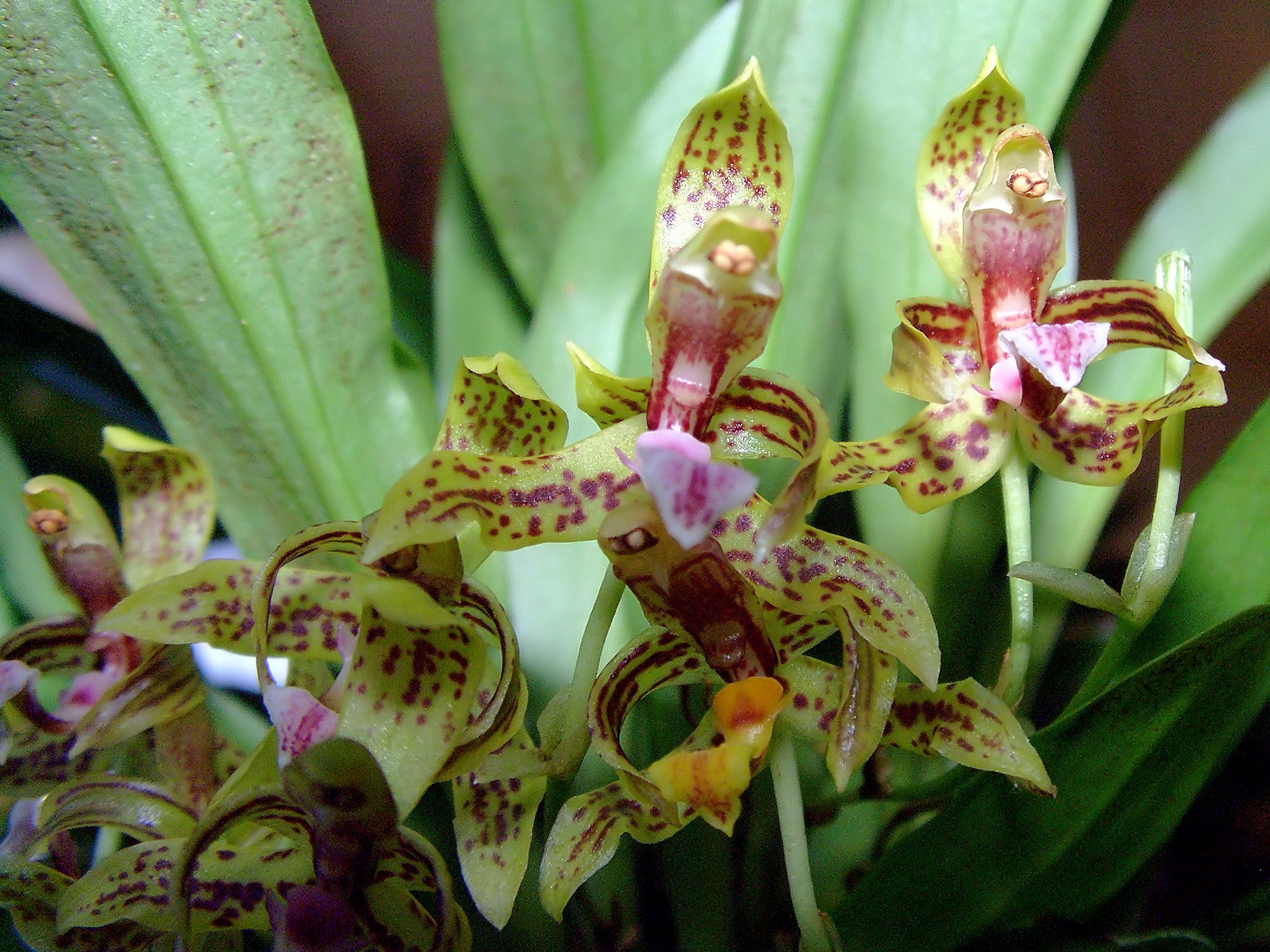
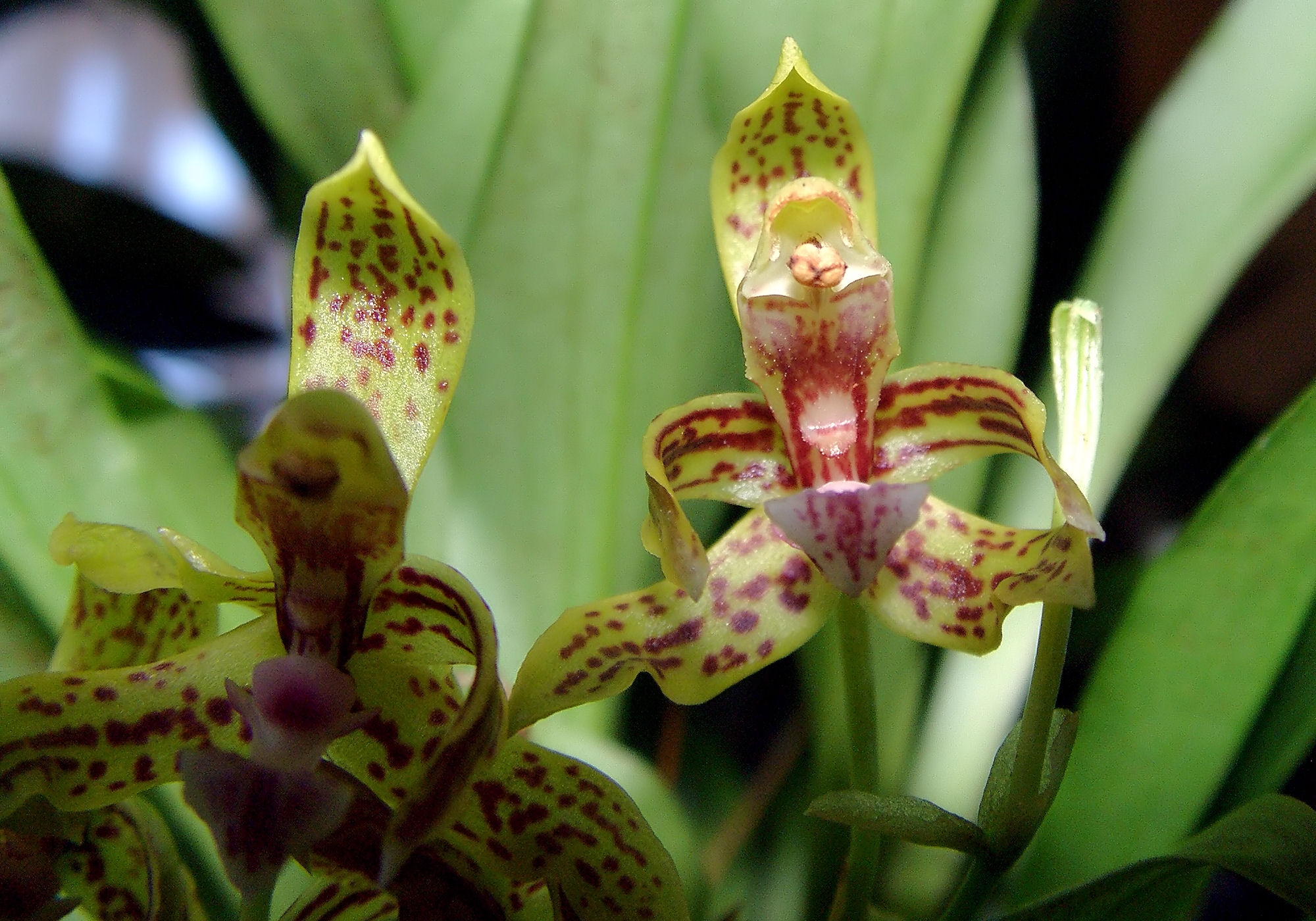